# S/S Per Brahe
S/S Per Brahe var et dampskib bygget på Motala varv fra 1855 til 1857. Den 19. november 1918 forlod Per Brahe Jönköping for via Gränna at sejle til Hästholmen.På vej ind til havnen i Hästholmen forliste damperen natten til den 20. november 1918, hvorved 24 mennesker omkom (måske 25), deriblandt kunstneren John Bauer og hans kone og barn. Alt for meget af lasten (symaskiner og tønder med madvarer) var stuvet på dæk og gjorde skibet ustabilt. Per Brahe blev bjærget 1922.
Per Brahe viste sig at have klaret de fire år på Vätterns bund godt. Efter rengøring gik det rustne skrog for egen kraft på turné til en række byer for at indsamle penge. Skibet blev genudrustet, skiftede navn nogle gange og besejlede blandt andet ruten Stockholm – Nyköping – Norrköping. 1929 blev fartøjet yderligere renoveret og kom under navnet Åland II til at besejle den Åländske skærgård. 1959 blev skibet solgt som skrot og hugget op.

## Andre navne
Per Brahe ændrede navn flere gange:
- Östergyllen (1924-1927)
- Kallerö (1927-1928)
- Ostkusten (1928-1929)
- Åland II (1929-1959)